# Hova (Sverige)
 Denne artikel omhandler byen Hova (Sverige). Der er også andre byer med dette navn, se Hova.
Hova er et byområde i Gullspångs kommun i Västra Götalands län i Sverige og hovedby i kommunen med dens centrale forvaltning samt kyrkby i Hova socken. Hova er kommunens næststørste byområde efter Gullspång og er beliggende cirka 20 kilometer syd for Gullspång, 20 kilometer nord for Töreboda og 30 kilometer nordøst for Mariestad. Byen gennemkrydses af Europavej E20 og länsväg 200 og har station på Kinnekullebanan. Byen var desuden tingsted for Hova tingslag til og med 1923.
- Hova kyrka, august 2012

## Begivenheder
Slaget ved Hova fandt sted den 14. juni 1275. Udenfor Hova kyrka nær E20 står et mindesmærke over nævnte slag, og i juli afholdes som minde den årlige ridderuge, med Nordens største daglige ridderkortage og -turnering.
Den 23. juni 1723 indtraf en ulykke som blev dokumenteret på skrift året efter. Et lyn slog ned i kirkens tårn som væltede og tog den vestlige gavl med sig. I ulykken omkom 24 personer, heriblandt præstens kone.

## Erhvervsliv
Skaraborgs enskilda bank åbnede en filial i Hova den 21. oktober 1902. Hova har også haft sparekassekontor og kontor for Föreningsbanken.
Swedbank nedlagde filialen i Hova i slutningen af 2007. Den 31. maj 2012 lukkede også Nordea deres filial, hvorefter der ikke længere er noget bankkontor i byen.

## Kendte personer fra Hova
- Stikkan Anderson (1931-1997), svensk sangskriver og komponist (ABBA).